# Aeroporto de Salonica-Macedónia
O Aeroporto de Salonica-Macedónia (em grego: Κρατικός Αερολιμένας Θεσσαλονίκης "Μακεδονία) (IATA: SKG, ICAO: LGTS) é um aeroporto localizado na cidade de Salonica na Grécia, sendo o terceiro aeroporto mais movimentado do país.
Foi inaugurado em 1930 e foi o segundo aeroporto mais movimentado da Grécia em termos de voos servidos e o terceiro mais movimentado em termos de passageiros servidos em 2016, com mais de 6 milhões de passageiros. É o principal aeroporto do norte da Grécia e, além da cidade de Salonica, também serve o popular destino turístico de Chalkidiki e as cidades vizinhas da Macedônia Central. A rota Atenas-Salonica é a décima mais movimentada da UE, com 1,8 milhões de passageiros. Para lidar com a demanda, um segundo terminal foi construído em conjunto com a Fraport e inaugurado formalmente em 2021.